# Bactris gracilior
Bactris gracilior é uma espécie de palmeira pertencente à família Arecaceae. É originária da América Central onde se distribui por Costa Rica, Nicarágua e Panamá.

## Sinonímia
- Bactris aureodrupa L.H.Bailey, Gentes Herb. 6: 232 (1943).[1]